# Фридрих II, цар Светог римског царства
Фридрих II, цар Светог римског царства (26. децембар 1194 — 13. децембар 1250) је био цар Светог римског царства (1220—1250), краљ Немачке (1212—1250), краљ Сицилије (1198—1250), титуларни краљ Солуна (1230—1239) и краљ Кипра и Јерусалима (1225—1228). Припадао је династији Хоенштауфоваца. Био је један од најенергичнијих и најспособнијих владара средњег века.
Одрастао је и живио највише на Сицилији, јер му је мајка била ћерка Руђера II Сицилијанског. Често је био у рату са Папском државом, тако да је био два пута екскомунициран и јако оцрњен у хроникама тога времена. Папа Гргур IX га је чак назвао антихристом. Био је прозван stupor mundi, чудом света. Говорио је девет језика, а писао је на седам језика у доба кад су многи владари једва били писмени. Био је покровитељ наука и уметности, тако да је финансијски подржавао сицилијанску школу поезије, а од 1220. на његовом двору се користи сицилијански језик. Сицилијанска школа је имала каснији велики утицај на Дантеа и модерни италијански.

## Младост
Фридрих је био други син Хенрика VI. Хенрик VI је успио наговорити кнежеве изборника да изаберу 1196. двогодишњег дечака Фридриха II за краља Немачке. Хенрик VI је умро 1197. од маларије, а у Немачкој је постојао велики отпор да трогодишњи дечак Фридрих постане краљ, тако да Фридрихов стриц Филип Швапски пристаје 1198. да буде краљ. Друга група кнежева изабира Отона IV као антикраља.
Фридрихова мајка Констанца Сицилијанска је била легитимна краљица Сицилије. Фридриха је крунисала као краља Сицилије, а себе је поставила на положај регента. Раскинула је све везе са Светим римским царством, а све немачке саветнике је послала кући. Након смрти мајке Констанце 1198, папа Иноћентије III је постао Фридрихов старатељ.

## Цар
После смрти Филипа Швапског Отон IV добија 1208. подршку свих немачких кнежева, а 1209. папа Иноћентије III га крунише као цара Светог римског царства. Папа је екскомуницирао Отона 1210, јер је Отон IV прекршио обећања која је дао папи.
На наговор француског краља Филипа II Августа и папе побуњени кнежеви бирају одсутног Фридриха II 1211. за краља на сабору у Нирнбергу. Поново га бирају и крунишу 1212. године. Још једном је крунисан и 1215. Фридрих је био признат само у јужној Немачкој. Северна Немачка је била јако упориште гвелфова, који су били против папе. Отон IV је настављао да влада великим делом Немачке иако је био екскомунициран.
Отон IV је поражен од стране француског краља Филипа II Августа 1214. у бици код Бувина. После тога Отон се повлачи. Фридрих је после тога још једном крунисан 1215, али овај пут као стварни владар Немачке. Требало је још пет година преговора са папама да би 1220. постао цар Светог римског царства.
За разлику од већине царева Фридрих је провео јако мало времена у Немачкој. После крунисања 1220. био је или на Сицилији или на крсташком походу до 1236, када последњи пут долази у Немачку. У то време краљевство Сицилије се проширило и обухватало је и већину јужне Италије. Вратио се 1237. у Италију и више није долазио у Немачку. Његов син Конрад IV је владао Немачком у његово име.

## Краљевство Сицилија постаје апсолутна монархија
Његовом заслугом донесени су у краљевини Сицилији бројни закони, који су дуго времена представљали инспирацију за друге. Краљевство Сицилија је постала апсолутна монархија, прва централизована држава у Европи током феудализма. Значајан је напредак такође у увођењу писаног закона. Закони које је донео остали су база сицилијанских закона све до 1819. године. Саградио је Кастел дел Монте. Основао је и Универзитет у Напуљу, који се сада зове Универзитет Федерико II.

## Крсташки рат
Фридрих II се оженио Јоландом Јерусалимском, законитом наследницом краљевства Јерусалим.
Током 1227. кренуо је у крсташки рат, у коме је изненада оболио или се претварао да је оболио. Папа Гргур IX га је екскомуницирао због тога 1227. године. Фридрих је кренуо у крсташки рат 1228, али папа је то сматрао провокацијом јер црква није учествовала, па га поново екскомуницира. Фридрих није ни покушао да заузме Јерусалим оружјем. Кренуо је у преговоре са султаном ал Камилом, у доба кад је овај био у рату са својим рођацима око тога ко ће контролисати Сирију и Месопотамију. Преговорима је добио готово све што је тражио.
Дана 17. марта 1229. године - 41 годину након што је Свети Град био отет од крсташа – Цар је стигао у Јерусалим, одакле је Ал Камел био иселио муслимаснко становништво, изузев неколико имама који су остали да чувају исламска култна места. Дочекао га је кадија Наблуса, Шемседин, предао му кључеве гарада па му се понудио за неку врсту водича. Сам кадија је описао ту посету:
„Када цар, краљ Франђа, дође у Јерусалим, остадох с њим како је тражио Ал Камел. Одведох га у Харам ал Шариф, где је обишао мале џамије. Онда пођосмо у џамију Ал Акса, чијој се градњи подивио, баш као и Куполи на стени. Опсенила га је лепота проповедаонице, па се басамцима попео на врх. Сишавши доле, узе ме за руку и поново одвуче до Ал Аксе. Тамо затече неког свештеника који, са Јеванђељем у руци, хтеде ући у џамију. Цар се на то разбесне и стаде га грдити: 'Шта Те доведе овамо? Тако ми Бога, ако се још неки од вас усуди и крочити унутра без допуштења, очи ћу му ископати!' Свештеник се удаљи дрхтећи. Те ноћи замолих мујезина да не позива на молитву како не би расрдио цара. Али он ме, кад му сутрадан дођох упита: 'О, кадијо, зашто мујезини нису позивали на молитву као и обично?' Одговорих му: 'Ја сам то забранио из обзира према твоме величанству.' 'Ниси смео тако поступити', одврати цар, 'јер ако сам заноћио у Јерусалиму, учинио сам то надасве зато да у ноћи чујем мујезинов позив.' “
Приликом посете Куполи на стени, Фридрих II је прочитао један натпис који је казивао:
„Салахедин је очистио овај свети град од мушрикина“. Та реч означава „придружитеље“ или пак „многобошце“, односи се на оне који придружују друга божанства поштовању јединога Бога. Он се у овом контексту посебно односи на хришћане, поклонике Тројице. Претварајући се да то не зна, Цар се стаде забављено смешкати и упита ко су заправо ти „мушрикини“. Неколико минута касније, видевши решетку на улазу у Куполу, запита чему она служи. „То је да птице не могу да улазе на ово место“, одговорише му. Пред својим запањеним саговорницима Фридрих II је прокоментарисао ову алузију очигледно циљајући на западњаке: „Када само помислим да је Бог дозволио свињама да уђу на унутра“! Летописац из Дамаска, Сибт Ибн ал Џаузи, који је 1229. године са своје четрдесет три године већ био сјајан говорник, у тим опаскама видео је доказ да Фридрих II није ни хришћанин ни муслиман, „него сасвим сигурно незнабожац“. Па додаје, уздајући се у сведочења оних који су му пришли ближе у Јерусалиму, да Цар „беше риђобрад, ћелав и кратковид; да је којим случајем био роб, не би вредео ни 200 драхми“.
Следећег дана, 18. марта Фридрих II се крунисао за краља Јерусалима, по праву своје покојне жене, у цркви Светог гроба, а помагали су му само Тевтонски витезови. Патријарх Жерар је прогласио интердикт над градом Јерусалимом, што је толико разгневило Цара да се спаковао и отишао за Акру, тамо где је живео патријарх, поставио је кордон војника око његове палате и темпларских одаја, запретио да ће киднаповати и њега и великог мајстора Пјера од Монтегија (фр. Pierre de Montaigu) и да ће их послати за Италију. Исход тога био је потпуно отуђене Темплара, који су у сваком случају дуговали верност само Папи. Резултат ове свађе био је да су дошле прве оптужбе на рачун Темплара због злоупотреба.
Сибтово непријатељство према Цару одражава осећање велике већине Арапа. У неким другим околностима без сумње би веома ценили његову изразиту благонаклоност према исламској вери и цивилизацији. Али одредбе споразума који је потписао са ал Камелом саблажњавају јавно мњење. „Чим се вест о предаји Светог града Франђима беше прочула“, вели хроничар, „страховитој бура згражавања уздрма све исламске земље. Због тежине догађаја, на свим јавним местима уприличише изражавање жалости“. У Багдаду, у Мосулу, у Алепу, свет нагрну у џамије да осуди Ал Камелову издају. Реакција је ипак била најжешћа у Дамаску. „Краљ Ал Насер затражи од мене да окупим житеље у великој џамији дамаској“, бележи Сибит, „и да им испричам шта се збило са Јерусалимом. Могох то само прихватити јер ми тако дужност према вери налажу“.
Крсташки рат се на тај начин мирно завршио, а Фридрих се крунише 18. марта 1229. као краљ Јерусалима. Фридрих се током владавине над Јерусалимом и Светом земљом сусреће са отпором племства. Током 1230-их Фридрихов представник напушта Акру, а 1244. Јерусалим поново заузимају муслиманске снаге.
Успешан крсташки рат без проливене крви донио је велики престиж и углед Фридриху. Био је то коначно успешан поход после неуспеха четвртог и петог крсташког рата. Међутим католичка црква је била јако провоцирана Фридриховим понашањем, јер је ишао у крсташки рат без подршке цркве, а био је у то доба чак и екскомунициран.

## Рат против папе и Ломбардске лиге
Папа је скинуо екскомуникацију 1231. године. Фридрихов син Хенрик побунио се против оца, удружио се са Ломбардском лигом и полагао је право да он буде краљ Немачке. Побуна није успела, Хенрик је затворен 1235, а наследник постаје други Фридрихов син Конрад IV. Фридрих је победио Ломбардску лигу 1237. године.
Фридрих је захтевао од Ломбардског савеза потпуну предају. Милано је послао велику суму новца, само да их Фридрих не напада. Градови су одбили потпуну капитулацију, тако да су се наставили сукоби са Миланом, Брешом, Болоњом и Пјаченцом. Фридрих је био присиљен да 1238. одустане од опсаде Бреше, јер су му противници били довољно јаки.
Папа Гргур IX га поново екскомуницира 1239. године. Фридрих одговара анексијом великих делова папске државе, протеривањем проповедника из гвелфских градова и претњом да ће заузети Венецију, која је бродовима потпомагала напад на Сицилију.
Фридрих је током децембра 1239. заузео велики део Тоскане, а запретио је и заузимањем Рима. Након неуспешне опсаде Рима враћа се у јужну Италију похаравши при томе папин посед Беневенто. Мировни преговори су се наставили, али без резултата.
У међувремену пао је гибелински град Ферара, а Фридрих је заузео Равену. Независни градови су при тим борбама помагали једну или другу страну, користећи сукоб цара и папе, да би сами добили веће привилегије.
Папа је сазвао црквени концил, али гибелински град Пиза је то спречио заробљавајући кардинале и прелате, који су се налазили на броду који је ишао од Ђенове до Рима. Фридрих се поново спремао на освајање Рима. Остављао је иза себе попаљену и разарану Умбрију. Током тих припрема 22. августа 1240. умро је папа Гргур IX. Да би показао да његов рат није био уперен против католичке цркве, него против папе, Фридрих ослобађа двојицу кардинала. Међутим ништа се није променило у односима папства и царства. Нападнут је царски гарнизон у Тиволију, па је цар поново био пред вратима Рима. То се све понављало и 1242. и 1243. године.

## Његов последњи и најжешћи противник Иноћентије IV
Нови папа Иноћентије IV изабран је 25. јуна 1243. године. Пошто је папа био из племићке породице, а имао је рођака међу Фридриховим присталицама, очекивало се да ће се лако помирити. Током преговора град Витербо се на наговор кардинала Ранијерија побунио 1243. против Фридриха. Фридрих одговара опсадом Рима. Папа Иноћентије га је наговорио да повуче војску, али кардинал Ранијери је побио царски гарнизон, што је разбеснило Фридриха II. Папа је био вешт дипломат и наговорио је цара Фридриха да склопе мировни споразум, који поново бива прекршен од стране папе. Папа је сазвао концил у Лиону 24. јуна 1245, на коме свргава Фридриха и поставља Хајнриха Распа као цара ривала.
Папа је покренуо све могуће завјере против Фридриха. Завјере су спречене, а освета је била жестока. Разорен је град Алтавила, који је пружао заштиту завјереницима. Кривци су ослепљени, мучени и живи спаљени или обешени.
Иноћентије IV је послао велике количине новца у Немачку да би одсекао подршку Фридриху у Немачкој. Надбискупи Мајнца и Келна проглашавају 1246. новог ривалског краља Хајнриха Распа. Захваљујући папином новцу Хајнрих Расп побеђује Фридриховог сина Конрада IV, али Фридрих успева да учврсти власт у јужној Немачкој, посебно добијајући војводство Аустрију. Хајнрих Расп умире 1247, а нови антикраљ постаје гроф Холандије Вилијам II. Током 1247. Фридрих се довољно учврстио у северној Италији, а папска војска никад није дошла до Ломбардије.

## Губитак царског блага у бици код Парме
У јуну 1247. значајан ломбардијски град Парма прелази на страну гвелфа и избацује царске намеснике. Заједно са тираном Вероне, Фридрих је опседао Парму. Чекао је да се предају због изгладњивања. Око Парме је саградио дрвени град зван Виторија. У том дрвеном граду Фридрих је чувао своје краљевско благо и остале покретности. Одатле је често кретао у лов.
Током једног таквог одсуства 18. фебруара 1248. Фридрихов логор је изненада нападнут и освојен. Развила се ту и битка код Парме, у којој је жестоко поражена царска војска. Губитак царског блага је имало велики значај. Није више имао довољно новца да плаћа војску. Фридрихов поход је изгубио на замаху. Убрзо се Фридрих опоравио и поново је сакупио војску, али у том међупериоду многи градови су прешли на папску страну, јер нису могли да трпе финансијска оптерећења, којима су били изложени.

## Крај владавине
Током борби царство губи Комо и Модену, али заузима Равену. Папска војска је покушала под водством кардинала Пјетра Капочија да заузме Сицилију, али поражени су 1250. године. Фридрих умире од дизентерије 1250. године. Своме сину Конраду IV оставља и царску и сицилијанску круну. Манфред добија Таранто, Хенрик VII Немачки добија војводство Аустрију.

## Породично стабло
|  |                                           |  |  |  |  |  |  |  |  |  |  |  |  |  |  |  |
|  | 16. Фридрих I Швапски                     |  |  |  |  |  |  |  |  |  |  |  |  |  |  |  |
|  |                                           |  |  |  |  |  |  |  |  |  |  |  |  |  |  |  |
|  |                                           |  |  |  |  |  |  |  |  |  |  |  |  |  |  |  |
|  | 8. Фридрих II Швапски                     |  |  |  |  |  |  |  |  |  |  |  |  |  |  |  |
|  |                                           |  |  |  |  |  |  |  |  |  |  |  |  |  |  |  |
|  |                                           |  |  |  |  |  |  |  |  |  |  |  |  |  |  |  |
|  | 17. Агнеса од Немачке                     |  |  |  |  |  |  |  |  |  |  |  |  |  |  |  |
|  |                                           |  |  |  |  |  |  |  |  |  |  |  |  |  |  |  |
|  |                                           |  |  |  |  |  |  |  |  |  |  |  |  |  |  |  |
|  | 4. Фридрих I Барбароса                    |  |  |  |  |  |  |  |  |  |  |  |  |  |  |  |
|  |                                           |  |  |  |  |  |  |  |  |  |  |  |  |  |  |  |
|  |                                           |  |  |  |  |  |  |  |  |  |  |  |  |  |  |  |
|  | 18. Хајнрих IX, војвода Баварске          |  |  |  |  |  |  |  |  |  |  |  |  |  |  |  |
|  |                                           |  |  |  |  |  |  |  |  |  |  |  |  |  |  |  |
|  |                                           |  |  |  |  |  |  |  |  |  |  |  |  |  |  |  |
|  | 9. Јудита од Баварске                     |  |  |  |  |  |  |  |  |  |  |  |  |  |  |  |
|  |                                           |  |  |  |  |  |  |  |  |  |  |  |  |  |  |  |
|  |                                           |  |  |  |  |  |  |  |  |  |  |  |  |  |  |  |
|  | 19. Вулфхилда од Саксоније                |  |  |  |  |  |  |  |  |  |  |  |  |  |  |  |
|  |                                           |  |  |  |  |  |  |  |  |  |  |  |  |  |  |  |
|  |                                           |  |  |  |  |  |  |  |  |  |  |  |  |  |  |  |
|  | 2. Хенрик VI, цар Светог римског царства  |  |  |  |  |  |  |  |  |  |  |  |  |  |  |  |
|  |                                           |  |  |  |  |  |  |  |  |  |  |  |  |  |  |  |
|  |                                           |  |  |  |  |  |  |  |  |  |  |  |  |  |  |  |
|  | 20. Стефан I од Бургундије                |  |  |  |  |  |  |  |  |  |  |  |  |  |  |  |
|  |                                           |  |  |  |  |  |  |  |  |  |  |  |  |  |  |  |
|  |                                           |  |  |  |  |  |  |  |  |  |  |  |  |  |  |  |
|  | 10. Рено III од Бургундије                |  |  |  |  |  |  |  |  |  |  |  |  |  |  |  |
|  |                                           |  |  |  |  |  |  |  |  |  |  |  |  |  |  |  |
|  |                                           |  |  |  |  |  |  |  |  |  |  |  |  |  |  |  |
|  | 21. Beatrice of Lorraine                  |  |  |  |  |  |  |  |  |  |  |  |  |  |  |  |
|  |                                           |  |  |  |  |  |  |  |  |  |  |  |  |  |  |  |
|  |                                           |  |  |  |  |  |  |  |  |  |  |  |  |  |  |  |
|  | 5. Беатриче I од Бургундије               |  |  |  |  |  |  |  |  |  |  |  |  |  |  |  |
|  |                                           |  |  |  |  |  |  |  |  |  |  |  |  |  |  |  |
|  |                                           |  |  |  |  |  |  |  |  |  |  |  |  |  |  |  |
|  | 22. Симон I, војвода Лорене               |  |  |  |  |  |  |  |  |  |  |  |  |  |  |  |
|  |                                           |  |  |  |  |  |  |  |  |  |  |  |  |  |  |  |
|  |                                           |  |  |  |  |  |  |  |  |  |  |  |  |  |  |  |
|  | 11. Агата од Лорене                       |  |  |  |  |  |  |  |  |  |  |  |  |  |  |  |
|  |                                           |  |  |  |  |  |  |  |  |  |  |  |  |  |  |  |
|  |                                           |  |  |  |  |  |  |  |  |  |  |  |  |  |  |  |
|  | 23. Аделаида од Левена                    |  |  |  |  |  |  |  |  |  |  |  |  |  |  |  |
|  |                                           |  |  |  |  |  |  |  |  |  |  |  |  |  |  |  |
|  |                                           |  |  |  |  |  |  |  |  |  |  |  |  |  |  |  |
|  | 1. Фридрих II, цар Светог римског царства |  |  |  |  |  |  |  |  |  |  |  |  |  |  |  |
|  |                                           |  |  |  |  |  |  |  |  |  |  |  |  |  |  |  |
|  |                                           |  |  |  |  |  |  |  |  |  |  |  |  |  |  |  |
|  | 24. Танкред од Отвила                     |  |  |  |  |  |  |  |  |  |  |  |  |  |  |  |
|  |                                           |  |  |  |  |  |  |  |  |  |  |  |  |  |  |  |
|  |                                           |  |  |  |  |  |  |  |  |  |  |  |  |  |  |  |
|  | 12. Руђер I Сицилијански                  |  |  |  |  |  |  |  |  |  |  |  |  |  |  |  |
|  |                                           |  |  |  |  |  |  |  |  |  |  |  |  |  |  |  |
|  |                                           |  |  |  |  |  |  |  |  |  |  |  |  |  |  |  |
|  | 25. Fredisenda                            |  |  |  |  |  |  |  |  |  |  |  |  |  |  |  |
|  |                                           |  |  |  |  |  |  |  |  |  |  |  |  |  |  |  |
|  |                                           |  |  |  |  |  |  |  |  |  |  |  |  |  |  |  |
|  | 6. Руђер II Сицилијански                  |  |  |  |  |  |  |  |  |  |  |  |  |  |  |  |
|  |                                           |  |  |  |  |  |  |  |  |  |  |  |  |  |  |  |
|  |                                           |  |  |  |  |  |  |  |  |  |  |  |  |  |  |  |
|  | 26. Manfred del Vasto                     |  |  |  |  |  |  |  |  |  |  |  |  |  |  |  |
|  |                                           |  |  |  |  |  |  |  |  |  |  |  |  |  |  |  |
|  |                                           |  |  |  |  |  |  |  |  |  |  |  |  |  |  |  |
|  | 13. Аделаида дел Васто                    |  |  |  |  |  |  |  |  |  |  |  |  |  |  |  |
|  |                                           |  |  |  |  |  |  |  |  |  |  |  |  |  |  |  |
|  |                                           |  |  |  |  |  |  |  |  |  |  |  |  |  |  |  |
|  | 3. Констанца од Сицилије                  |  |  |  |  |  |  |  |  |  |  |  |  |  |  |  |
|  |                                           |  |  |  |  |  |  |  |  |  |  |  |  |  |  |  |
|  |                                           |  |  |  |  |  |  |  |  |  |  |  |  |  |  |  |
|  | 28. Odo, Count of Rethel                  |  |  |  |  |  |  |  |  |  |  |  |  |  |  |  |
|  |                                           |  |  |  |  |  |  |  |  |  |  |  |  |  |  |  |
|  |                                           |  |  |  |  |  |  |  |  |  |  |  |  |  |  |  |
|  | 14. Ithier, Count of Rethel               |  |  |  |  |  |  |  |  |  |  |  |  |  |  |  |
|  |                                           |  |  |  |  |  |  |  |  |  |  |  |  |  |  |  |
|  |                                           |  |  |  |  |  |  |  |  |  |  |  |  |  |  |  |
|  | 29. Matilda, Countess of Rethel           |  |  |  |  |  |  |  |  |  |  |  |  |  |  |  |
|  |                                           |  |  |  |  |  |  |  |  |  |  |  |  |  |  |  |
|  |                                           |  |  |  |  |  |  |  |  |  |  |  |  |  |  |  |
|  | 7. Беатриса од Ретела                     |  |  |  |  |  |  |  |  |  |  |  |  |  |  |  |
|  |                                           |  |  |  |  |  |  |  |  |  |  |  |  |  |  |  |
|  |                                           |  |  |  |  |  |  |  |  |  |  |  |  |  |  |  |
|  | 30. Godfrey I, Count of Namur             |  |  |  |  |  |  |  |  |  |  |  |  |  |  |  |
|  |                                           |  |  |  |  |  |  |  |  |  |  |  |  |  |  |  |
|  |                                           |  |  |  |  |  |  |  |  |  |  |  |  |  |  |  |
|  | 15. Beatrice of Namur                     |  |  |  |  |  |  |  |  |  |  |  |  |  |  |  |
|  |                                           |  |  |  |  |  |  |  |  |  |  |  |  |  |  |  |
|  |                                           |  |  |  |  |  |  |  |  |  |  |  |  |  |  |  |
|  | 31. Ermesinde of Luxembourg               |  |  |  |  |  |  |  |  |  |  |  |  |  |  |  |
|  |                                           |  |  |  |  |  |  |  |  |  |  |  |  |  |  |  |
|  |                                           |  |  |  |  |  |  |  |  |  |  |  |  |  |  |  |